# 桑布尔河畔贝尔格
桑布尔河畔贝尔格（法語：Bergues-sur-Sambre，法語發音：[bɛʁɡ syʁ sɑ̃bʁ]）是法国上法蘭西大區埃纳省的一个市镇，属于韦尔万区。

## 地理
桑布尔河畔贝尔格（50°2'0"N, 3°42'21"E）面积4.41 平方千米，位于法国上法蘭西大區埃纳省，该省份为法国北部内陆省份，北起北部省，西接索姆省和瓦兹省，东临阿登省和马恩省，西南至塞纳-马恩省，东北部与比利时接壤。
与桑布尔河畔贝尔格接壤的市镇（或旧市镇、城区）包括：蒂耶拉什地区巴尔济、布埃、费米-勒萨尔、瓦西。

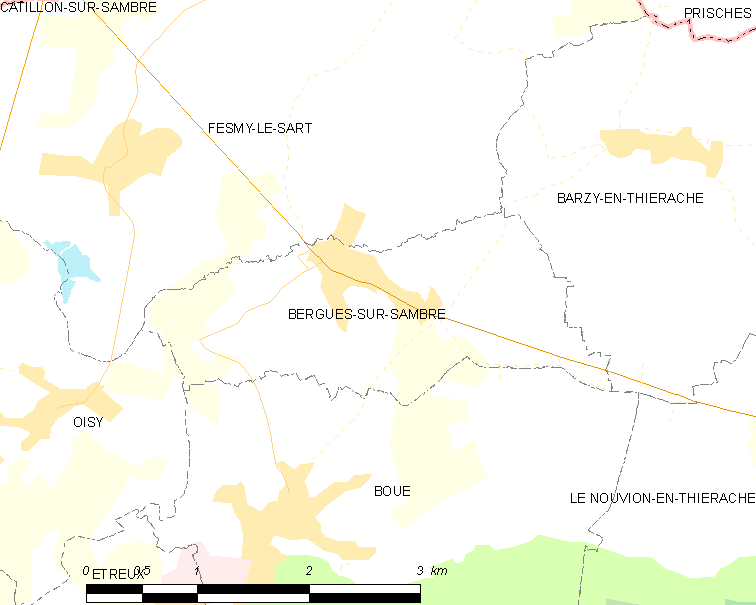
桑布尔河畔贝尔格的OSM定位图

桑布尔河畔贝尔格的时区为UTC+01:00、UTC+02:00（夏令时）。

## 行政
桑布尔河畔贝尔格的邮政编码为02450，INSEE市镇编码为02067。

## 政治
桑布尔河畔贝尔格所属的省级选区为吉斯县。

## 人口

1962-2008年间桑布尔河畔贝尔格人口变化图示

桑布尔河畔贝尔格于2022年1月1日时的人口数量为206人。